# 布施谷博人
布施谷 博人 (ふせや ひろと、1970年 - ) は、NHK放送総局報道局経済部デスク。

## 経歴
長野県出身。1993年4月1日 NHKに入局。同期にはアナウンサーの秋野由美子、中井亜希(退職)、藤井彩子がいる。初任地『NHK富山放送局』での勤務を経て、報道局経済部に配属。経済部記者として金融の現場や官庁、自動車業界等の取材をして来た。その後『NHK仙台放送局』での勤務を経て アメリカ合衆国の渡米、ワシントンに駐在し アメリカの金融政策に精通。帰国後は 報道局経済部デスクとなり、2021年度からは『NHKニュースおはよう日本』の経済コーナー「おはBiz」に就任。経済キャスターとして出演中。